# Ernst August Geitner

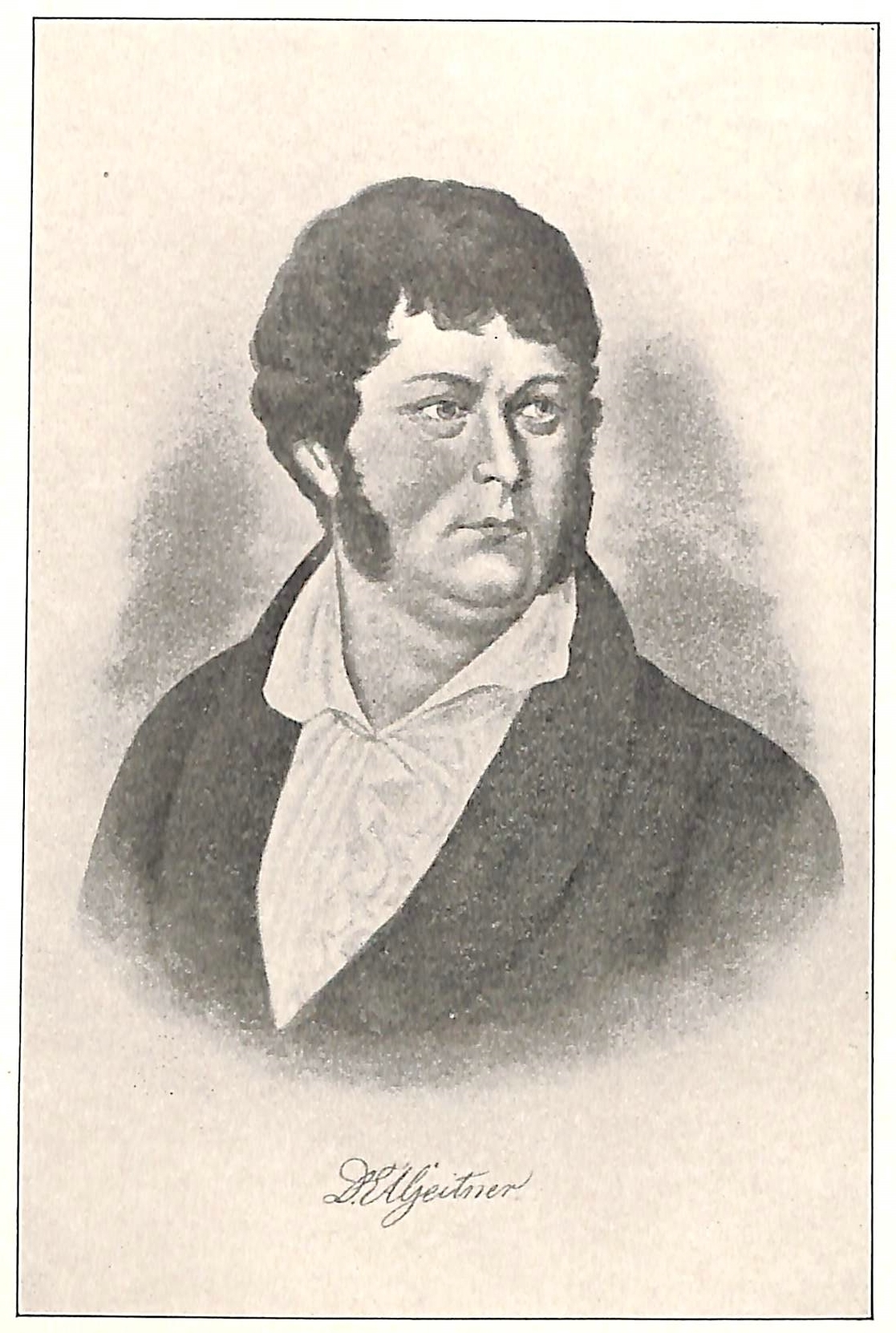
Porträt Ernst August Geitner (1783–1852)

Ernst August Geitner (* 12. Juni 1783 in Gera; † 24. Oktober 1852 in Schneeberg) war ein deutscher Chemiker, Arzt, Botaniker und Erfinder.

## Leben und Wirken

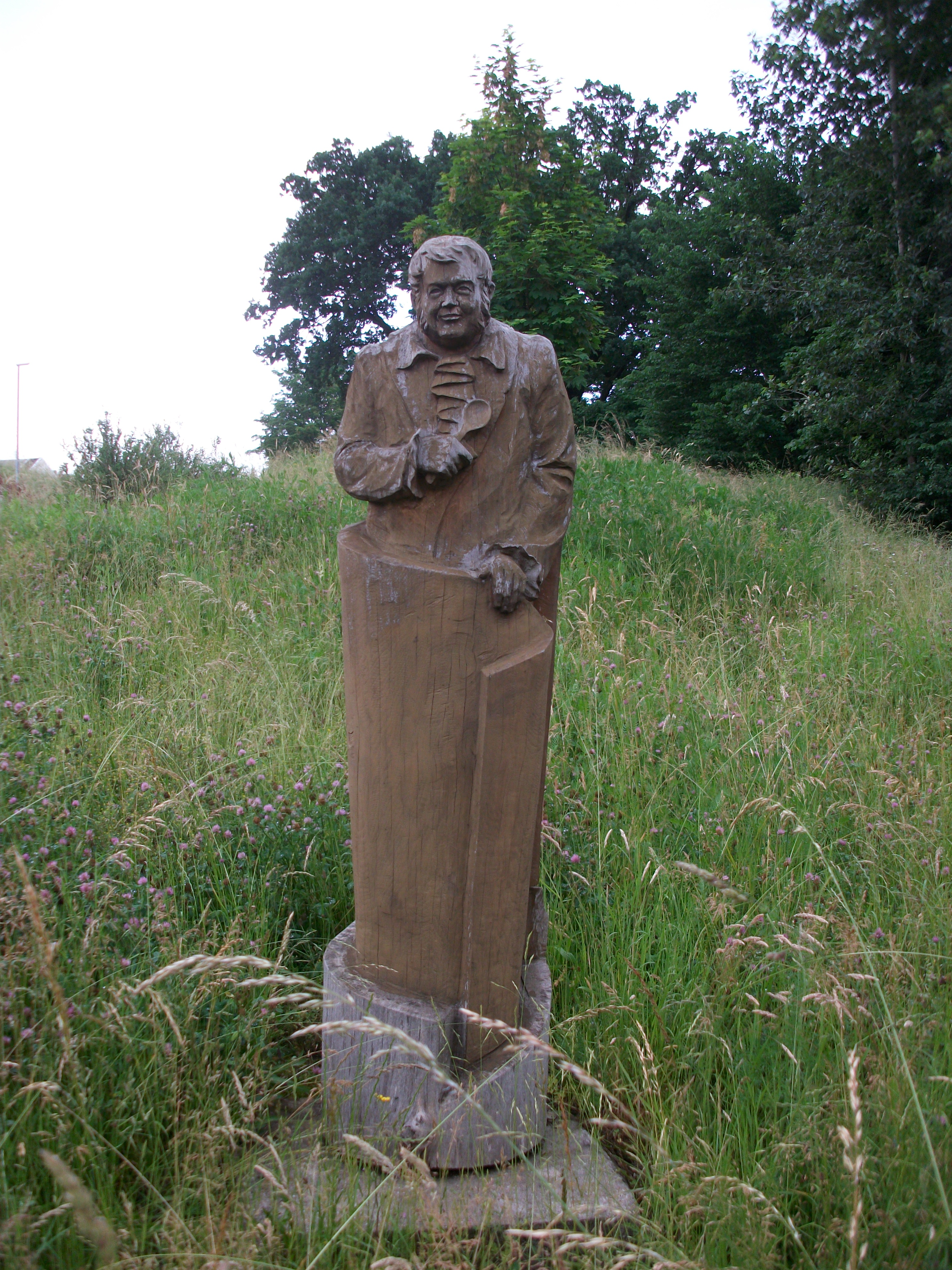
Ernst August Geitner (Skulptur in Aue)

### Ausbildung und Gründung von Fabriken
Geitner, der ab 1801 Medizin in Gera, dann Chemie und Physik an der Universität Leipzig studiert und promoviert hatte, eröffnete 1809 in Lößnitz eine Arztpraxis. Neben seinem Beruf als Arzt widmete er sich seiner Passion der Chemie und gründete 1810 eine kleine chemische Fabrik zur Herstellung grüner Kupferfarben. Seine Geitnersche Fabrik verlegte er 1815 aus Platzgründen nach Schneeberg.
1819 entwickelte er aus Bleizucker und Chromkali einen gelben Farbstoff für die Textilfärbung.
Er lebte in der Gemeinde Auerhammer, seine Metallfabrik (Argentan- und Messingfabrik) ging zwischenzeitlich an seinen Sohn Alfred, nach dessen Tod 1855 übernahm Ernst Augusts Schwiegersohn Franz Adolph Lange.

### Erfindung und Produktion von Argentan
Im Jahr 1823 gelang Geitner die Herstellung von Argentan aus 20 Prozent Nickel, 55 Prozent Kupfer und 25 Prozent Zink, die dem chinesischen Pacfong ähnelte. Damit ergab sich für das in den Schneeberger Wismut-Kobalt-Nickel-Erzen in größeren Mengen vorkommende Nickel erstmals eine Verwendung. Zuvor wurde die Nickelspeise als nutzloses Nebenprodukt der Blaufarbenwerke auf Halde geworfen. Die Gebrüder Henniger in Berlin, denen 1824 die Herstellung einer dem Argentan ähnelnden Legierung „Neusilber“ gelungen war, bezogen von Geitner Nickel für ihre Besteckherstellung.
Zur industriellen Produktion der wegen ihres silbernen Glanzes und eines deutlichen Preisvorteils gegenüber dem Silber vor allem für Essbestecke und Beschläge geeigneten Legierung kaufte er den ehemaligen Auerhammer bei Aue und errichtete eine Argentanfabrik, die 1829 die Produktion von Argentanblech aufnahm. Zuerst entstanden vor allem Dosen, Teelöffel, Zuckerzangen, Reitsporen und Kaffeelöffel. Das Argentan lieferte Geitner auch an die Auer Besteckfabriken Wellner und Hutschenreuther.
Aus dieser Fabrik ging die Auerhammer Metallwerk GmbH hervor, wie die Produktionsstätte seit 1990 heißt.

### Geitnersche Treibegärtnerei

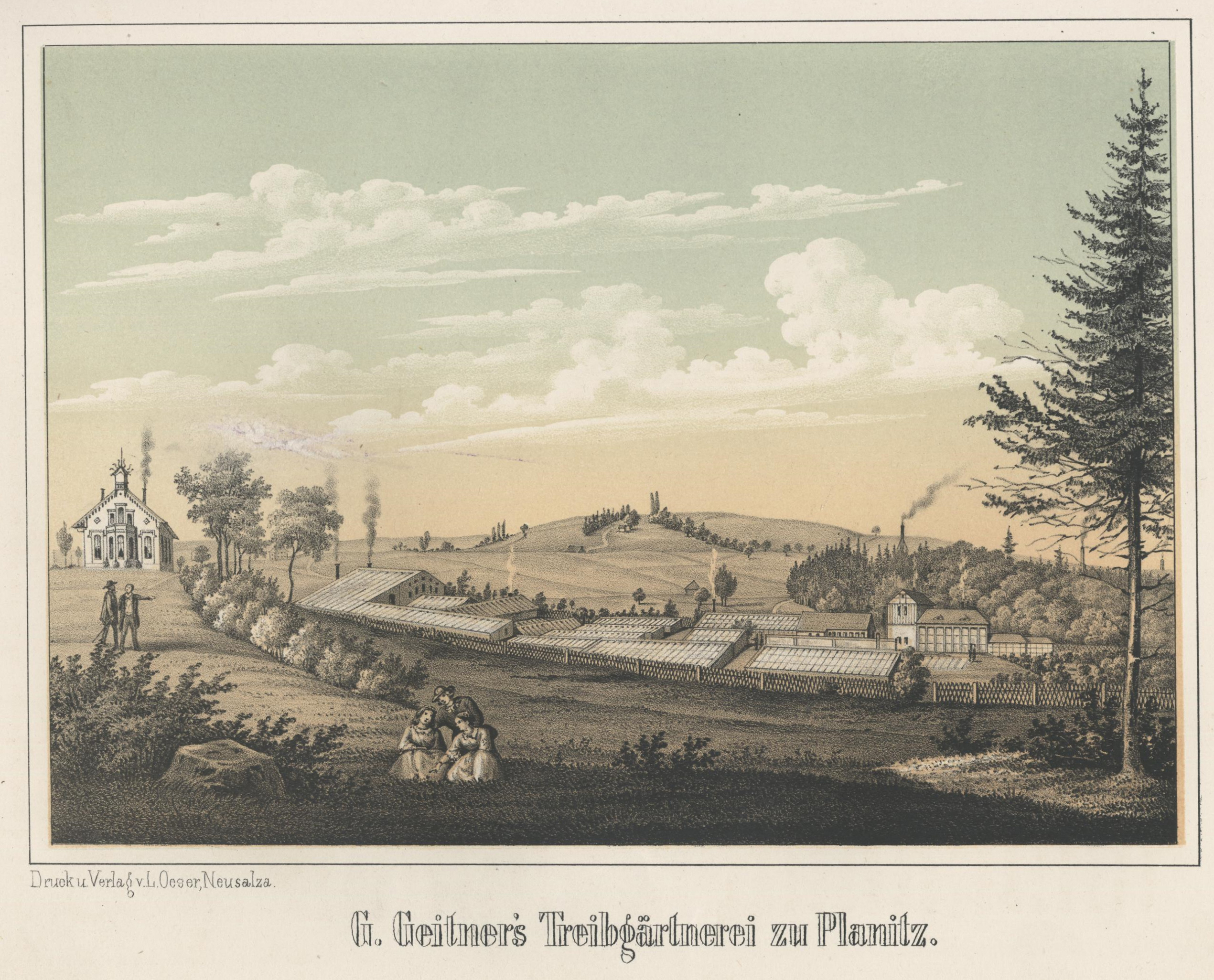
Geitnersche Treibegärtnerei, um 1850

Im Jahr 1837 erwarb Geitner ein Stück Land von der Familie von Arnim in Planitz und gründete darauf eine Treibegärtnerei. Er fasste die aufsteigenden, 75–90 °C heißen Abgase des Kohle-Erdbrandes bei Planitz in Röhren in Erdspalten und nutzte sie zur Beheizung von Gewächshäusern für die Zucht tropischer Pflanzen. So konnten hier nun Bananen, Mangos, Palmen, Orchideen, Zuckerrohr und sogar die Riesenseerose Victoria regia gedeihen und Früchte tragen.
Im Jahre 1838 wurde die Gärtnerei in den Aktienverein Treibegärtnerei auf den Planitzer Erdbränden umgewandelt. Es wurden 100 Aktien zu je 25 Talern Nennwert herausgegeben. Geitner war Direktor, der Kammerherr v. Arnim Vorsitzender des Aktienvereins. Dem Unternehmen war kein wirtschaftlicher Erfolg beschieden, um 1846 waren die Gebäude verfallen, und der Verein wurde versteigert. Der jüngste Sohn Geitners, Gustav Adolf Geitner, war der einzige Bieter und erwarb die Gärtnerei. Gustav Geitner war Gärtner von Beruf und seit 1844 als Obergärtner im Unternehmen beschäftigt. Unter seiner Leitung begann der Aufstieg der Treibegärtnerei zu einem Unternehmen von europäischem Ruf. Er warb auch mit Zeitungsanzeigen mit dieser Attraktion. Alexander von Humboldt machte in der Geitnerschen Tropenpflanzenzucht wissenschaftliche Untersuchungen der aufsteigenden Rauchgase. Der Kohlenbrand lieferte noch bis mindestens 1866, als Gustav Geitner starb, Erdwärme. Nach dessen Tod verfiel die Treibegärtnerei, hielt sich aber noch bis 1882 als „gewöhnliche Handelsgärtnerei“, und wurde dann nach einem Hagelschaden aufgegeben.

## Veröffentlichungen
- Die Familie West oder Unterhaltungen eines Hofmeisters mit seinen Zöglingen über Chemie und Technologie, Leipzig 1805/06.
- Chemisch-technologischer Robinson: ein unterhaltendes und belehrendes Lesebuch für die Jugend (Halle 1806; Neuauflage Drei Birken Verlag, Freiburg 2008, ISBN 978-3-936980-26-4).
- Versuche über das Blaufärben wollener Zeuge ohne Indigo, Leipzig 1809.
- Resultate der fabrikmässigen Bereitung des Syrups und Zuckers aus Kartoffelmehl, Leipzig 1812.
- Beschreibung der Treibe-Gärtnerey auf den Erdbränden bey Planitz nächst Zwickau: nebst nähern Nachrichten über Entstehung, Fortschreiten und dermal. Stand der letzteren; nebst 2 illum. geogr. Karten, Leipzig 1839.